# Semerville
Semerville település Franciaországban, Loir-et-Cher megyében. Lakosainak száma 99 fő (2018. január 1.). Semerville Autainville, Binas, La Colombe, Moisy, Ouzouer-le-Doyen és Verdes községekkel határos.

## Népesség
A település népessége az elmúlt években az alábbi módon változott:
| Lakosok száma | 143  | 116  | 101  | 101  | 79   | 97   | 93   | 97   | 100  | 99   |
|               | 1962 | 1968 | 1982 | 1990 | 1999 | 2008 | 2011 | 2013 | 2017 | 2018 |